# Tizguine
Tizguine est une commune rurale de la province d'Al Haouz, dans la région de Marrakech-Safi, au Maroc. Elle ne dispose pas de centre urbain. Son chef-lieu est un village du même nom.
La commune rurale de Tizguine est située dans le caïdat de Guedmioua, lui-même situé au sein du cercle d'Amizmiz. 

## Géographie
La commune de Tizguine est située à l'ouest de la province d'Al Haouz, à 8 km de la ville d'Amizmiz. Elle est composée de 31 douars, depuis la création de la commune rurale de Dar Jamaâ au lieu des 59 douars qu'avait Tizguine avant 1992.
Elle est bordée par :
- les communes d'Ouled Mtaa et de Gmassa au nord ;
- les communes de Sidi Badhaj et de Amizmiz à l'est ;
- la commune d'Azgour au sud ;
- la commune de Dar Jamaâ à l'ouest.

| Gmassa (Province de Chichaoua)  | Ouled Mtaa (Province d'Al Haouz) |                                                                 |
| Dar Jamaâ (Province d'Al Haouz) | Tizguine                         | Sidi Badhaj (Province d'Al Haouz) Amizmiz (Province d'Al Haouz) |
|                                 | Azgour (Province d'Al Haouz)     |                                                                 |

## Historique
La commune de Tizguine créée en 1959, fait partie des 763 premières communes qui ont été formées lors du premier découpage communal qu'a connu le Maroc, elle se trouvait dans la province de Marrakech, précisément dans le cercle d'Amizmiz.

## Démographie
Elle a connu, de 1994 à 2004 (années des derniers recensements), une légère baisse de population, passant de 3 896 à 3 889 habitants.

## Administration et politique
Agence Poste: 42102
La commune de Tizguine dispose d'un centre de santé communal avec accouchement situé dans son chef-lieu.